# Джим Ейбрахамс
Джим Ейбрахамс (Jim Abrahams) е американски режисьор и сценарист. Известен е предимно с работата си заедно с братята Джери и Дейвид Закър в „Има ли пилот в самолета?“ (сърежисьор и съсценарист, номиниран от БАФТА за най-добър сценарий), трилогията „Голо оръжие“ и „Безмилостни хора“ (сърежисура).
Роден е в Шоруд, Уисконсин, където учи в местната гимназия. Израства заедно с Джери и Дейвид Закър в Милуоки, Уисконсин. Ейбрахамс по-късно сам продуцира филми – например „Голямата работа“ (1988). Други негови творби, които режисира и за които пише сценарии, са „Смотаняци“ (1991) и „Смотаняци 2“ (1993). Той е част от сценаристите на „Страшен филм 4“.